# КАРА (Браззавіль)
КАРА «Браззавіль» (фр. Club Athlétique Renaissance Aiglon Brazzaville) — конголезький футбольний клуб з Браззавіля, заснований у 1935 році. Виступає у Чемпіонаті Республіки Конго. Домашні матчі приймає на стадіоні «Стад Альфонс Массемба-Дебат», місткістю 33 037 глядачів.

## Досягнення

### Національні
- Чемпіонат Республіки Конго
  - Чемпіон: 1970, 1972, 1973, 1974, 1975, 1976, 1981, 1984, 2008
- Кубок Республіки Конго
  - Володар: 1981, 1986, 1992

### Міжнародні
- Ліга чемпіонів КАФ
  - Чемпіон: 1974.